# G3 2004
A 2004-es G3 egy koncertturné, a hetedik a sorozat történetében. A közreműködők ezúttal Joe Satriani és Steve Vai, a vendégszereplő pedig Robert Fripp voltak. A helyszínek Dél-Amerika és Európa különböző színpadai voltak. A 2004-es G3 turné első alkalommal látogatott el Magyarországra. Július 11-én a Petőfi Csarnokban került sor a koncertre.

## A fellépők és háttérzenészeik
- Steve Vai
  - Dave Weiner – gitár
  - Tony MacAlpine – gitár, billentyűs hangszerek
  - Billy Sheehan – basszusgitár
  - Jeremy Colson – dobok

- Joe Satriani
  - Jeff Campitelli – dobok
  - Galen Henson – gitár
  - Matt Bissonette – basszusgitár

- Robert Fripp (szólóban saját „soundscape” technikájával)

## Számlista
- Robert Fripp

30 perc Soundscape:
1. Soundscape Part 1
2. Soundscape Part 2
3. Soundscape Part 3

- Steve Vai

1. I Know You're Here
2. Giant Balls of Gold
3. Answers
4. The Reaper
5. Juice
6. Whispering a Prayer
7. Fire Garden Suite
8. Bangkok
9. Bull Whip
10. I’m the Hell Outta Here
11. For the Love of God

- Joe Satriani:

1. Hands in the Air
2. Satch Boogie
3. Cool #9
4. Gnaahh
5. I Like The Rain
6. Up in Flames
7. Always with Me, Always with You
8. Searching
9. Is There Love in Space?
10. War
11. Flying In a Blue Dream

- G3 Jam:

1. Ice 9
2. Red
3. The Murderer
4. Rockin' In The Free World
5. I'm Goin' Down (csak Mexikóban és Chileben)

## Külső hivatkozások
- Satriani.com – G3 2004
- Koncertdátumok
- Fényképgaléria
- Fényképgaléria (backstage)